# L'Abominable Sirène
L'Abominable Sirène est le 13e roman de la série SAS, écrit par Gérard de Villiers et publié en 1968.
L'action se déroule du 15 au 29 juin 1968, au Danemark (principalement à Skagen et à Copenhague).

## Publications et notoriété du roman
Dans le numéro de juillet-août 2014 de la Revue des Deux Mondes dont le titre est « G. de Villiers : enquête sur un phénomène français », il est précisé sous la plume de Serge Brussolo, en page 79 de la revue, que « (…) à la fin des années 1960, la vente moyenne d'un SAS tournait autour des 250 000 exemplaires. Gérard de Villiers en écrivait quatre par an. Ce à quoi s'ajoutaient les rééditions continuelles des anciens titres. Au bas mot, plus d'un million de volumes vendus chaque année à un public englobant des couches socioprofessionnelles allant de l'ouvrier métallurgiste au cadre supérieur. Aujourd'hui, en ces temps de grande misère éditoriale, de tels chiffres font rêver. »
Dans son essai consacré à la biographie de Gérard de Villiers et aux romans de la série SAS, Benoît Franquebalme indique le succès grandissant des romans dans le public.
Ainsi dès 1967, les ventes sont de 100 000 exemplaires par tome (soit 400 000 exemplaires par an).
À partir de 1976 et dans les années qui suivent, les romans sont tirés à 550 000 exemplaires le premier jour de la parution.

## Personnages principaux
- Malko Linge
- Elko Krisantem
- Otto Wiegand
- Stephanie Wiegand
- Boris
- Yona Liron
- Joseph Melnik

## Résumé

### Début du roman
Jadis  waffen-SS ukrainien dans la 14e division SS Galicienne, Otto Wiegand criminel de guerre est devenu un agent double de la CIA qui a été implanté au cœur des services secrets de la RDA. Il a décidé de passer à l'Ouest avec sa femme Stephanie. Il quitte donc la RDA mais les Allemands de l'Est le pourchassent activement, de peur des secrets qu'il pourrait révéler à la CIA. S'étant échappé par voie maritime, Wiegand est récupéré par un cargo commercial danois. Il est prévu qu'on le débarque très prochainement au Danemark.
Malko Linge, qui vient à peine de récupérer de ses graves blessures subies à Hong-Kong (quatre balles dans le corps et six mois de convalescence), est donc envoyé au Danemark pour cette mission qui lui est présentée comme « un voyage tout à fait tranquille et de tout repos au Danemark » : accueillir, cacher et protéger Otto Wiegand jusqu'à son départ pour les États-Unis. Malko décide d'y aller avec son fidèle garde du corps et majordome Elko Krisantem.

### Aventures
Les ennuis de Malko et de Krisantem s'accumulent dès qu'ils récupèrent Wiegand dans le port de Skagen. En premier lieu, Stephanie se présente à Otto accompagnée d'un membre du KGB (Boris) : elle explique à Wiegand (qui est amoureux fou de sa femme) que s'il tient à elle, il doit impérativement retourner en RDA. En deuxième lieu, une jeune israélienne, Yona Liron, lorsqu'elle a vu Otto Wiegand à la télévision, dont les médias disaient qu'il souhaitait demander asile aux États-Unis, a reconnu en lui un ancien chef nazi responsable d'un massacre dont avait été victime 25 ans auparavant l'ensemble de sa famille. Elle va donc au Danemark dans l'espoir de le tuer et ainsi faire justice. En troisième lieu, un ancien criminel croate et ancien camarade de Wiegand, Joseph Melnik, devenu prêtre catholique, requiert son aide pour un problème d'argent : 25 millions de dollars à l'abri dans une banque suisse. Cette somme étant destinée en principe à une organisation d'aide aux anciens SS comme l'organisation Odessa, elle ne peut être retirée qu'avec la signature de Wiegand. Stephanie, Boris, Yona, Melnik, se mettent donc à graviter autour d'Otto, névrosé par l'amour irraisonné qu'il porte à sa femme.

### Dénouement et fin du roman
À la fin du roman, Stephanie et Melnik meurent. 
Malko monte un stratagème pour faire faussement accuser Boris de viol. Otto Wiegand, qui a lui aussi été tué, est censé « passer à l'Ouest » : plusieurs agents-doubles ennemis implantés en Allemagne se suicident, ignorant la mort d'Otto. Le seul faire-part de décès qui fut envoyé le fut à Yona Liron.

## Malko escrimeur
Malko se bat au sabre en duel avec l'agent du KGB, le combat est décrit de la page 198 à 204 avec une précision des termes de l'escrime qui suppose de la part de l'auteur une recherche particulière.

## Autour du roman
Le titre du roman fait référence à la statue en bronze sur un rocher dans le port de Copenhague, dite La Petite Sirène. « L'Abominable sirène » du titre est en fait Stephanie, l'épouse d'Otto Wiegand. L'image de la couverture du roman montre d'ailleurs une jeune femme blonde, de teint nord-européen, nue comme la statue de la Petite Sirène de Copenhague.